# Anoeconeossa bullata
Anoeconeossa bullata är en insektsart som beskrevs av Taylor 1987. Anoeconeossa bullata ingår i släktet Anoeconeossa och familjen rundbladloppor. Inga underarter finns listade i Catalogue of Life.